# Внутрішньосудинний гемоліз
Внутрішньосудинний гемоліз (англ. Intravascular hemolysis) — гемоліз, який відбувається в основному всередині мережі кровоносних судин. У його результаті внутрішній вміст еритроцитів потрапляє в загальний кровообіг, призводячи до гемоглобінемії і збільшення ризику гіпербілірубінемії.

## Механізм
Внутрішньосудинний гемоліз — це стан, коли еритроцити розриваються в результаті атаки і розриву мембран еритроцитів комплексом аутоантитіл комплементу, прикріплених (зафіксованих) на поверхнях еритроцитів або виходу паразита, такого як Бабезія, з клітини, тим самим розриваючи мембрану еритроцита.
При розриві еритроцитів, їх компоненти вивільняються і циркулюють у плазмі крові.
Серед цих компонентів є гемоглобін. На даному етапі гемоглобін називається вільним гемоглобіном. Вільний гемоглобін (також відомий як голий гемоглобін) це незв'язаний гемоглобін, який не міститься в еритроцитах. Голий гемоглобін позбавлений своїх антиоксидантних складових, які зазвичай доступні в еритроцитах, а отже піддається окисненню.
Коли концентрація вільного гемоглобіну в сироватці крові знаходиться в межах фізіологічного діапазону гаптоглобіну, потенційні шкідливі ефекти вільного гемоглобіну запобігаються, оскільки гаптоглобін зв'язується з «вільним гемоглобіном», утворюючи комплекс «вільний гемоглобін-гаптоглобін», що проявляється зниженою кількістю гаптоглобіну. Однак під час гіпергемолітичних станів або при хронічному гемолізі гаптоглобін виснажується, тому вільний гемоглобін, що залишився, легко розподіляється по тканинах, де він може піддаватися окислювальному впливу, таким чином, частина залізного гему (Fe II), що зв'язує кисень компонента гемоглобіну, вільного гемоглобіну окислюється і перетворюється на метгемоглобін (гемоглобін із тривалентним атомом заліза). За таких умов, після окиснення метгемоглобіну він може розпастися окремо на гем і глобінові ланцюжки. Вільний гем може потім прискорити пошкодження тканин, сприяючи пероксидативним реакціям і активації запальних каскадів. Водночас, гемопексин, інший плазматичний глікопротеїн, який має високу спорідненість із гемом, формує комплекс гемо-гемопексину, який є нетоксичним, і разом транспортуються до рецептора на гепатоцитах і макрофагах у селезінці, печінці та кістковому мозку. (Зверніть увагу, що «вільний гемоглобін-гаптоглобіновий» комплекс поглинається гепатоцитами, та меншою мірою макрофагами). Після цього ці комплекси піддаються іншим метаболітичним механізмам, таким як позасудинний гемоліз.
Тим не менш, якщо здатність до зв'язування гаптоглобіну і гемопексину насичена, залишок «вільного гемоглобіну» у плазмі зрештою окислюється до метгемоглобіну, а потім далі дисоціює на вільний гем та інше. На цьому етапі вільний гем прив'язує до себе альбумін, формуючи метгемальбумін. Залишок незв'язаного (мет)гемоглобіну фільтрується в первинну сечу і реабсорбується проксимальними канальцями нирок. У них залізо виділяється і зберігається як гемосидерин. (Довготривала гемоглобінурія пов'язана зі значним відкладенням гемосидерину в проксимальному канальці, синдромом де Тоні — Дебре — Фанконі (порушена здатність нирок до повторного всмоктування малих молекул, що призводить до гіпераміноацидурії, глюкозурії, гіперфосфатурії, гідрокарбонатурії і зневоднення організму) і хронічною нирковою недостатністю.)
В решті решт, якщо концентрація «вільного метгемоглобіну» і/або «вільного гемоглобіну» у плазмі все ще занадто висока для реабсорбції проксимальними канальцями, трапляється гемоглобінурія, вказуючи на екстенсивний внутрішньосудинний гліколіз. Ці залишки вільного гемоглобіну також починають поглинати оксид азоту(II), який є критично важливим регулятором судинного гомеостазу та базального та опосередкованого стресом відновлення гладкої мускулатури та вазомоторного тонусу, експресії молекул ендотеліальної адгезії та активації та агрегації тромбоцитів. Зниження оксиду азоту глибоко порушує механізм організму для підтримки стабільності гемодинаміки. Крім того, вільний гемоглобін виявляє прямі цитотоксичні, запальні та прооксидантні ефекти, які, своєю чергою, негативно впливають на функцію ендотелію. В той самий час вільний гем справляє численні прозапальні та прооксидантні ефекти на тканини, через які він проходить.
Важливо зазначити, що хоча гемосидерини також входять до складу сечі на тлі внутрішньосудинної гемолітичної гемоглобінурії, вона буде виявлена лише через кілька днів після початку обширного внутрішньосудинного гемолізу і залишатиметься виявленою через кілька днів після припинення внутрішньосудинного гемолізу. Це явище вказує на те, що виявлення гемосидерину в сечі вказує на поточний або недавній внутрішньосудинний гемоліз, який характеризується надмірною фільтрацією гемоглобіну та/або метгемоглобіну через ниркову гломерулу, а також втратою гемосидериновмісних некротичних канальцевих клітин.

## Коментар
1. ↑  Гаптоглобін і гемопексин неможна використати повторно[6].